# Danh sách tiểu hành tinh: 8801–8900
| Tên                  | Tên đầu tiên | Ngày phát hiện       | Nơi phát hiện           | Người phát hiện                  |
| -------------------- | ------------ | -------------------- | ----------------------- | -------------------------------- |
| 8801                 | 1981 EQ29    | 1 tháng 3 năm 1981   | Siding Spring           | S. J. Bus                        |
| 8802                 | 1981 EW31    | 2 tháng 3 năm 1981   | Siding Spring           | S. J. Bus                        |
| 8803                 | 1981 EL34    | 2 tháng 3 năm 1981   | Siding Spring           | S. J. Bus                        |
| 8804 Eliason         | 1981 JB2     | 5 tháng 5 năm 1981   | Palomar                 | C. S. Shoemaker, E. M. Shoemaker |
| 8805 Petrpetrov      | 1981 UM11    | 22 tháng 10 năm 1981 | Nauchnij                | N. S. Chernykh                   |
| 8806 Fetisov         | 1981 UU11    | 22 tháng 10 năm 1981 | Nauchnij                | N. S. Chernykh                   |
| 8807                 | 1981 UD23    | 24 tháng 10 năm 1981 | Palomar                 | S. J. Bus                        |
| 8808                 | 1981 UH28    | 24 tháng 10 năm 1981 | Palomar                 | S. J. Bus                        |
| 8809 Roversimonaco   | 1981 WE1     | 24 tháng 11 năm 1981 | Anderson Mesa           | E. Bowell                        |
| 8810                 | 1982 JM1     | 15 tháng 5 năm 1982  | Palomar                 | E. F. Helin, E. M. Shoemaker     |
| 8811 Waltherschmadel | 1982 UX5     | 20 tháng 10 năm 1982 | Nauchnij                | L. G. Karachkina                 |
| 8812 Kravtsov        | 1982 UY6     | 20 tháng 10 năm 1982 | Nauchnij                | L. G. Karachkina                 |
| 8813 Leviathan       | 1983 WF1     | 29 tháng 11 năm 1983 | Anderson Mesa           | E. Bowell                        |
| 8814 Rosseven        | 1983 XG      | 1 tháng 12 năm 1983  | Anderson Mesa           | E. Bowell                        |
| 8815 -               | 1984 DR      | 23 tháng 2 năm 1984  | La Silla                | H. Debehogne                     |
| 8816 Gamow           | 1984 YN1     | 17 tháng 12 năm 1984 | Nauchnij                | L. G. Karachkina                 |
| 8817 Roytraver       | 1985 JU1     | 13 tháng 5 năm 1985  | Palomar                 | C. S. Shoemaker, E. M. Shoemaker |
| 8818 Hermannbondi    | 1985 RW2     | 5 tháng 9 năm 1985   | La Silla                | H. Debehogne                     |
| 8819 Chrisbondi      | 1985 RR4     | 14 tháng 9 năm 1985  | La Silla                | H. Debehogne                     |
| 8820 Anjandersen     | 1985 VG      | 14 tháng 11 năm 1985 | Đài thiên văn Brorfelde | P. Jensen                        |
| 8821                 | 1987 DP6     | 23 tháng 2 năm 1987  | La Silla                | H. Debehogne                     |
| 8822 Shuryanka       | 1987 RQ2     | 1 tháng 9 năm 1987   | Nauchnij                | L. G. Karachkina                 |
| 8823                 | 1987 WS3     | 24 tháng 11 năm 1987 | Anderson Mesa           | S. W. McDonald                   |
| 8824 Genta           | 1988 BH      | 18 tháng 1 năm 1988  | Kushiro                 | M. Matsuyama, K. Watanabe        |
| 8825 -               | 1988 MF      | 16 tháng 6 năm 1988  | Palomar                 | E. F. Helin                      |
| 8826 Corneville      | 1988 PZ1     | 13 tháng 8 năm 1988  | Haute Provence          | E. W. Elst                       |
| 8827 Kollwitz        | 1988 PO2     | 13 tháng 8 năm 1988  | Tautenburg Observatory  | F. Börngen                       |
| 8828 -               | 1988 RC7     | 10 tháng 9 năm 1988  | La Silla                | H. Debehogne                     |
| 8829 -               | 1988 RV10    | 14 tháng 9 năm 1988  | Cerro Tololo            | S. J. Bus                        |
| 8830 -               | 1988 VZ      | 7 tháng 11 năm 1988  | Yatsugatake             | Y. Kushida, M. Inoue             |
| 8831 Brändström      | 1989 CO5     | 2 tháng 2 năm 1989   | Tautenburg Observatory  | F. Börngen                       |
| 8832 Altenrath       | 1989 EC3     | 2 tháng 3 năm 1989   | La Silla                | E. W. Elst                       |
| 8833 Acer            | 1989 RW      | 3 tháng 9 năm 1989   | Haute Provence          | E. W. Elst                       |
| 8834 Anacardium      | 1989 SX2     | 16 tháng 9 năm 1989  | La Silla                | E. W. Elst                       |
| 8835 Annona          | 1989 SA3     | 16 tháng 9 năm 1989  | La Silla                | E. W. Elst                       |
| 8836 Aquifolium      | 1989 SU3     | 16 tháng 9 năm 1989  | La Silla                | E. W. Elst                       |
| 8837 London          | 1989 TF4     | 7 tháng 10 năm 1989  | La Silla                | E. W. Elst                       |
| 8838 -               | 1989 UW2     | 29 tháng 10 năm 1989 | Okutama                 | T. Hioki, N. Kawasato            |
| 8839 Novichkova      | 1989 UB8     | 24 tháng 10 năm 1989 | Nauchnij                | L. I. Chernykh                   |
| 8840 -               | 1989 WT      | 20 tháng 11 năm 1989 | Kushiro                 | S. Ueda, H. Kaneda               |
| 8841 -               | 1990 EA7     | 2 tháng 3 năm 1990   | La Silla                | H. Debehogne                     |
| 8842 -               | 1990 KF      | 20 tháng 5 năm 1990  | Siding Spring           | R. H. McNaught                   |
| 8843 -               | 1990 OH      | 22 tháng 7 năm 1990  | Palomar                 | E. F. Helin                      |
| 8844 -               | 1990 QR2     | 24 tháng 8 năm 1990  | Palomar                 | H. E. Holt                       |
| 8845 -               | 1990 RD      | 14 tháng 9 năm 1990  | Palomar                 | H. E. Holt                       |
| 8846 -               | 1990 RK7     | 13 tháng 9 năm 1990  | La Silla                | H. Debehogne                     |
| 8847 Huch            | 1990 TO3     | 12 tháng 10 năm 1990 | Tautenburg Observatory  | F. Börngen, L. D. Schmadel       |
| 8848 -               | 1990 VK1     | 12 tháng 11 năm 1990 | Kushiro                 | S. Ueda, H. Kaneda               |
| 8849 Brighton        | 1990 VZ4     | 15 tháng 11 năm 1990 | La Silla                | E. W. Elst                       |
| 8850 Bignonia        | 1990 VQ6     | 15 tháng 11 năm 1990 | La Silla                | E. W. Elst                       |
| 8851 -               | 1990 XB      | 8 tháng 12 năm 1990  | Kani                    | Y. Mizuno, T. Furuta             |
| 8852 Buxus           | 1991 GG6     | 8 tháng 4 năm 1991   | La Silla                | E. W. Elst                       |
| 8853 Gerdlehmann     | 1991 GC10    | 9 tháng 4 năm 1991   | Tautenburg Observatory  | F. Börngen                       |
| 8854 -               | 1991 HC      | 16 tháng 4 năm 1991  | Uenohara                | N. Kawasato                      |
| 8855 Miwa            | 1991 JL      | 3 tháng 5 năm 1991   | Kiyosato                | S. Otomo, O. Muramatsu           |
| 8856 Celastrus       | 1991 LH1     | 6 tháng 6 năm 1991   | La Silla                | E. W. Elst                       |
| 8857 Cercidiphyllum  | 1991 PA7     | 6 tháng 8 năm 1991   | La Silla                | E. W. Elst                       |
| 8858 Cornus          | 1991 PT7     | 6 tháng 8 năm 1991   | La Silla                | E. W. Elst                       |
| 8859 -               | 1991 PQ11    | 9 tháng 8 năm 1991   | Palomar                 | H. E. Holt                       |
| 8860 Rohloff         | 1991 TE5     | 5 tháng 10 năm 1991  | Tautenburg Observatory  | L. D. Schmadel, F. Börngen       |
| 8861 Jenskandler     | 1991 TF7     | 3 tháng 10 năm 1991  | Tautenburg Observatory  | F. Börngen, L. D. Schmadel       |
| 8862 Takayukiota     | 1991 UZ      | 18 tháng 10 năm 1991 | Kiyosato                | S. Otomo                         |
| 8863 -               | 1991 UV2     | 31 tháng 10 năm 1991 | Kushiro                 | S. Ueda, H. Kaneda               |
| 8864 -               | 1991 VU      | 4 tháng 11 năm 1991  | Kani                    | Y. Mizuno, T. Furuta             |
| 8865 Yakiimo         | 1992 AF      | 1 tháng 1 năm 1992   | Yakiimo                 | A. Natori, T. Urata              |
| 8866 Tanegashima     | 1992 BR      | 26 tháng 1 năm 1992  | Kagoshima               | M. Mukai, M. Takeishi            |
| 8867 Tubbiolo        | 1992 BF4     | 29 tháng 1 năm 1992  | Kitt Peak               | Spacewatch                       |
| 8868 Hjorter         | 1992 EE7     | 1 tháng 3 năm 1992   | La Silla                | UESAC                            |
| 8869 Olausgutho      | 1992 EE11    | 6 tháng 3 năm 1992   | La Silla                | UESAC                            |
| 8870 von Zeipel      | 1992 EQ11    | 6 tháng 3 năm 1992   | La Silla                | UESAC                            |
| 8871 Svanberg        | 1992 EA22    | 1 tháng 3 năm 1992   | La Silla                | UESAC                            |
| 8872 Ebenum          | 1992 GA4     | 4 tháng 4 năm 1992   | La Silla                | E. W. Elst                       |
| 8873 -               | 1992 UM2     | 21 tháng 10 năm 1992 | Kani                    | Y. Mizuno, T. Furuta             |
| 8874 Showashinzan    | 1992 UY3     | 16 tháng 10 năm 1992 | Kitami                  | K. Endate, K. Watanabe           |
| 8875 Fernie          | 1992 UP10    | 22 tháng 10 năm 1992 | Palomar                 | E. Bowell                        |
| 8876 -               | 1992 WU3     | 23 tháng 11 năm 1992 | Yatsugatake             | Y. Kushida, O. Muramatsu         |
| 8877 Rentaro         | 1993 BK2     | 19 tháng 1 năm 1993  | Geisei                  | T. Seki                          |
| 8878 -               | 1993 FN16    | 17 tháng 3 năm 1993  | La Silla                | UESAC                            |
| 8879 -               | 1993 FN20    | 19 tháng 3 năm 1993  | La Silla                | UESAC                            |
| 8880 -               | 1993 FT33    | 19 tháng 3 năm 1993  | La Silla                | UESAC                            |
| 8881 Prialnik        | 1993 FW36    | 19 tháng 3 năm 1993  | La Silla                | UESAC                            |
| 8882 Sakaetamura     | 1994 AP2     | 10 tháng 1 năm 1994  | Kitami                  | K. Endate, K. Watanabe           |
| 8883 Miyazakihayao   | 1994 BS4     | 16 tháng 1 năm 1994  | Oizumi                  | T. Kobayashi                     |
| 8884 -               | 1994 CM2     | 12 tháng 2 năm 1994  | Lake Tekapo             | A. C. Gilmore, P. M. Kilmartin   |
| 8885 Sette           | 1994 EL3     | 13 tháng 3 năm 1994  | Cima Ekar               | M. Tombelli, V. Goretti          |
| 8886 Elaeagnus       | 1994 EG6     | 9 tháng 3 năm 1994   | Caussols                | E. W. Elst                       |
| 8887 Scheeres        | 1994 LK1     | 9 tháng 6 năm 1994   | Palomar                 | E. F. Helin                      |
| 8888 -               | 1994 NT1     | 8 tháng 7 năm 1994   | Caussols                | E. W. Elst                       |
| 8889 Mockturtle      | 1994 OC      | 31 tháng 7 năm 1994  | Nachi-Katsuura          | Y. Shimizu, T. Urata             |
| 8890 Montaigne       | 1994 PS37    | 10 tháng 8 năm 1994  | La Silla                | E. W. Elst                       |
| 8891 Irokawa         | 1994 RC1     | 1 tháng 9 năm 1994   | Kitami                  | K. Endate, K. Watanabe           |
| 8892 Kakogawa        | 1994 RC11    | 11 tháng 9 năm 1994  | Minami-Oda              | M. Sugano, T. Nomura             |
| 8893 -               | 1995 KZ      | 23 tháng 5 năm 1995  | Catalina Station        | T. B. Spahr                      |
| 8894 -               | 1995 PV      | 2 tháng 8 năm 1995   | Nachi-Katsuura          | Y. Shimizu, T. Urata             |
| 8895 Nha             | 1995 QN      | 21 tháng 8 năm 1995  | JCPM Sapporo            | K. Watanabe                      |
| 8896 -               | 1995 QG2     | 24 tháng 8 năm 1995  | Nachi-Katsuura          | Y. Shimizu, T. Urata             |
| 8897 Defelice        | 1995 SX      | 22 tháng 9 năm 1995  | Stroncone               | Stroncone                        |
| 8898 Linnaea         | 1995 SL5     | 29 tháng 9 năm 1995  | Golden                  | G. P. Emerson                    |
| 8899 -               | 1995 SX29    | 22 tháng 9 năm 1995  | Siding Spring           | R. H. McNaught                   |
| 8900 AAVSO           | 1995 UD2     | 24 tháng 10 năm 1995 | Sudbury                 | D. di Cicco                      |